# 국도 제328호선 (중국)
국도 제328호선(중국어: 328国道)은 중화인민공화국 장쑤성 난징시에서 하이안시까지 이어주는 총연장 224 km 거리로 구성되어 있는 일반 국도 노선이다.

## 주요 경유지
주요 경로 및 거리는 다음과 같다.
| 주요 경로 및 거리 |           |
| \| 도시 \| 거리 (km) \| \| ----------------- \| --------- \| \| 장쑤성 난징시 \| 0 \| \| 장쑤성 루허구 \| 44 \| \| 장쑤성 이정시 \| 80 \| \| 장쑤성 양저우시 \| 114 \| \| 장쑤성 장두구 \| 131 \| \| 장쑤성 타이저우시 \| 167 \| \| 장쑤성 장옌구 \| 190 \| \| 장쑤성 하이안시 \| 224 \| |           |
| 도시 | 거리 (km) |
| 장쑤성 난징시 | 0         |
| 장쑤성 루허구 | 44        |
| 장쑤성 이정시 | 80        |
| 장쑤성 양저우시 | 114       |
| 장쑤성 장두구 | 131       |
| 장쑤성 타이저우시 | 167       |
| 장쑤성 장옌구 | 190       |
| 장쑤성 하이안시 | 224       |

## 같이 보기
- 중화인민공화국의 일반 국도